# Plaże na Malcie
Plaże na Malcie – wyznaczone do plażowania tereny na Malcie, zarówno rekreacyjne, jak i dziewicze. Większość nadmorskich kurortów i większe, piaszczyste plaże znajdują się głównie w północnej części Malty. Obecnie trzynaście plaż na Malcie uzyskało prawo do używania znaku Błękitnej Flagi. Według badań Komisji Europejskiej w 2023 czystość wody w 92% kąpielisk na Malcie określona była jako doskonała.
Wybrzeże wyspy Malta ma długość około 190 km, natomiast wyspy Gozo – 56 km. Piaszczyste plaże mają długość 4,5 km co stanowi 2,4% wybrzeża wyspy Malta. Plaże dziewicze są rzadkością, większość plaż została dostosowana przez człowieka na potrzeby turystyki. Większość piaszczystych plaż na Malcie opartych jest na wydmach. Lokalne wydmy są zdominowane przez trawy z gatunku Elytrigia juncea i Sporobolus pungens. Z fauny występują tu m.in. owady i skorupiaki.

## Zarys klimatyczny
Malta znajduje się w strefie klimatu subtropikalnego typu śródziemnomorskiego, z krótkimi, bardzo łagodnymi zimami i długimi latami. Przez około osiem miesięcy – od połowy kwietnia do listopada – średnia temperatura wynosi powyżej 20 °C w dzień i powyżej 13 °C w nocy. Średnia dobowa temperatura morza waha się od 15 i 16 °C w okresie styczeń-kwiecień do 25-26 °C w sierpniu i wrześniu. Przez sześć miesięcy – w okresie od czerwca do listopada, średnia dobowa temperatura morza przekracza 20 °C, natomiast temperatura w dzień przekraczająca 20 °C występuje przez 7 miesięcy, od maja do listopada. Malta cieszy się 3000 godzinami czystej słonecznej pogody rocznie i około 300 dniami słonecznymi rocznie.
| Sty  | Lut  | Mar  | Kwi  | Maj  | Cze  | Lip  | Sie  | Wrz  | Paź  | Lis  | Gru  | Rok  |
| ---- | ---- | ---- | ---- | ---- | ---- | ---- | ---- | ---- | ---- | ---- | ---- | ---- |
| 17,4 | 16,4 | 16,7 | 18,0 | 21,4 | 25,6 | 27,2 | 27,9 | 27,0 | 25,0 | 23,4 | 19,9 | 22,2 |

## Plaże
| Plaża | Zdjęcie |
| --- | ------- |
| Dwie plaże Armier oraz Little Armier nad zatoką Armier Bay położone są na północnym skraju Malty, w Mellieħa. W najbliższej okolicy nie ma hoteli lub ośrodków wypoczynkowych. Znajdują się tu natomiast bary i restauracje oraz miejsca do grillowania. Współrzędne geograficzne: 35°59′20,6″N 14°21′23,6″E/35,989056 14,356556 i 35°59′22,4″N 14°21′34,3″E/35,989556 14,359528. |         |
| Plaża nad zatoką Balluta Bay to skalisto-piaszczysta plaża w St. Julian’s. Piaszczysta plaża jest mała, do wody można dojść również schodami. Współrzędne geograficzne: 35°54′51,9″N 14°29′38,5″E/35,914417 14,494028. |         |
| Plaża Błękitnej Laguny (Blue Lagoon) to głównie skalista plaża z małym obszarem piaszczystym. Położona jest na cieśninie między wyspami Comino i Cominotto. Współrzędne geograficzne: 36°00′50″N 14°19′23″E/36,013889 14,323056. |         |
| Bugibba Perched Beach to plaża w Buġibbie w gminie Saint Paul’s Bay, pierwotnie skalista, później została wypełniona piaskiem. Współrzędne geograficzne: 35°57′14,3″N 14°25′00,5″E/35,953972 14,416806. |         |
| Plaża nad zatoką Għajn Tuffieħa (zwaną także Riviera Bay) to piaszczysta plaża w Mġarr, w północno-zachodniej części wyspy. Znajduje się u podnóża wzgórza na wschodzie, pomiędzy wieżą Għajn Tuffieħa na północy a cyplem na południu. Na plażę należy zejść ze wzgórza schodami liczącymi 200 stopni. To dziewiczy i niezabudowany obszar, znajduje się tu jednak bar Singita Miracle Beach, a na wzgórzu jest parking. Plaża jest na ogół bezpieczna do pływania, ale jest podatna na silne prądy, gdy wiatr jest północno-zachodni. Wywieszana jest czerwona flaga, gdy kąpiel powinna być ograniczona tylko do płytkich wód. Cała powierzchnia jest specjalnym obszarem ochronnym w związku z unikalnymi cechami geologicznymi. Współrzędne geograficzne: 35°55′46,0″N 14°20′42,1″E/35,929444 14,345028. |         |
| Plaża nad zatoką Golden Bay jest jedną z najpopularniejszych plaż na Malcie, znajduje się w Mellieħa. Posiada udogodnienia takie jak: kawiarnię-restaurację, wynajem leżaków i parasoli, wynajem sprzętów do uprawiania sportów wodnych, w tym do jazdy na nartach wodnych i paralotniarstwa. Odbywają się tu również przejażdżki bananem wodnym (Banana boat). Popularne miejsce do wieczornego grillowania. Ratownicy i inni pracownicy Malta Tourism Authority są obecni na plaży codziennie w okresie od 15 czerwca do 15 września. Współrzędne geograficzne: 35°56′02,4″N 14°20′38,9″E/35,934000 14,344139. |         |
| Plaża nad zatoką Ġnejna Bay znajduje się w Mġarr. Jest to plaża piaszczysta z płaskimi skałami do opalania się. Na miejscu są urządzenia do uprawiania sportów wodnych. Od plaży Għajn Tuffieħa oddzielona jest cyplem. W pobliżu znajduje się parking Współrzędne geograficzne: 35°55′13,4″N 14°20′35,3″E/35,920389 14,343139. |         |
| Plaża Hondoq ir-Rummien (Hondoq Beach) to mała plaża na wyspie Gozo. Współrzędne geograficzne: 36°01′40,5″N 14°19′19,5″E/36,027917 14,322083. |         |
| Plaża nad zatoką Marsalforn Bay to mała plaża na wyspie Gozo, w jednostce administracyjnej Żebbuġ. W części jest piaszczysta, natomiast obrzeża są skaliste z drabinkami umożliwiającymi wejście do wody. Współrzędne geograficzne: 36°04′17,8″N 14°15′37,3″E/36,071611 14,260361. |         |
| Plaża nad zatoką Mellieħa Bay (Ghadira Bay) to największa plaża na Malcie, znajduje się w Mellieħa. Słynie z piaszczystej plaży, rozległej na kilometr, oraz płytkich wód. Znajduje się tu wypożyczalnia leżaków, parasoli i sprzętu wodnego, a także szereg barów i restauracji oraz publiczne WC. Wyodrębnione części służą do uprawiania sportów wodnych, w tym windsurfingu. Ratownicy i inni pracownicy Malta Tourism Authority są obecni na plaży codziennie w okresie od czerwca do września. Obok plaży znajduje się rezerwat przyrody Għadira. Współrzędne geograficzne: 35°58′11,5″N 14°21′01,2″E/35,969861 14,350333. |         |
| Plaża nad zatoką Mistra Bay to żwirowa plaża znajdująca się między Xemxija i Selmun. Poza restauracją i kilkoma przyczepami kempingowymi, okolica jest raczej niezabudowana. Współrzędne geograficzne: 35°57′28,5″N 14°23′23,0″E/35,957917 14,389722. |         |
| Dwie plaże Paradise Bay i Paradise Bay Hotel Beach nad zatoką Paradise Bay znajdujące się w Ċirkewwa w gminie Mellieħa, na cyplu wchodzącym w kanał Gozo pomiędzy wyspami i niedaleko portu-terminalu promowego z przeprawą łączącą Ċirkewwę na Malcie i Mġarr na Gozo. Współrzędne geograficzne: 35°58′54,9″N 14°19′57,0″E/35,981917 14,332500. |         |
| Plaża na zatoką Pretty Bay położona jest we wschodniej części Malty, w Birżebbuġa. Od zachodu graniczy z małym skwerem Ġnien Mons. Z plaży rozciąga się widok na Malta Freeport. Woda w zatoce ma jasny błękitny odcień. W okolicy jest dużo sklepów i restauracji. Współrzędne geograficzne: 35°49′31,2″N 14°31′46,2″E/35,825333 14,529500. |         |
| Pwales Beach to położona w Xemxija, w jednostce administracyjnej Saint Paul’s Bay. |         |
| Plaża nad zatoką Ramla Bay to największa plaża na wyspie Gozo. Jest piaszczysta, z ciemniejszym piaskiem, w języku maltańskim zwana Ramla l-Hamra, co oznacza „czerwony piasek”. Na plaży znajduje się posąg Matki Boskiej z 1881 roku. Plaża Ramla zajęła 21 miejsce na świecie w rankingu The Guardian. Współrzędne geograficzne: 36°03′41,2″N 14°17′00,0″E/36,061444 14,283333. |         |
| Plaża nad zatoką St. George’s Bay znajduje się w St. Julian’s, w dzielnicy imprez Paceville. Teren wokół plaży jest silnie zurbanizowany, funkcjonują tu kluby nocne, bary, kawiarnie, dyskoteki, centrum handlowe, hotele. Współrzędne geograficzne: 35°55′33,3″N 14°29′15,9″E/35,925917 14,487750. |         |
| Plaża nad zatoką St. Marija Bay to największa plaża wyspy Comino. Współrzędne geograficzne: 36°00′58,8″N 14°20′11,9″E/36,016333 14,336639. |         |
| Plaża nad zatoką St Thomas' Bay znajduje się w Marsaskala, we wschodniej części wyspy. Współrzędne geograficzne: 35°51′18,5″N 14°33′56,7″E/35,855139 14,565750. |         |
| Plaże nad zatoką Salina Bay są skaliste, znajdują się w jednostce administracyjnej Saint Paul’s Bay. Płaskie skały zapewniają miejsca do opalania, na skałach zainstalowano drabinki do wejścia do wody. Woda tutaj jest głęboka (poza poboczami zatoki), ale czysta, jasna i bezpieczna do kąpieli. |         |
| Plaża nad zatoką San Blas Bay to piaszczysta plaża na wyspie Gozo. Współrzędne geograficzne: 36°03′25,1″N 14°18′01,3″E/36,056972 14,300361. |         |
| Plaża nad zatoką Xlendi Bay to niewielka plaża na wyspie Gozo. Współrzędne geograficzne: 36°01′49,7″N 14°13′01,4″E/36,030472 14,217056. |         |
| Plaża nad zatoką Xwejni Bay to niewielka plaża na wyspie Gozo. Współrzędne geograficzne: 36°04′42,4″N 14°14′54,3″E/36,078444 14,248417. |         |
| Plaża nad zatoką Imgiebah Bay (nazywaną także Selmun Bay) – niewielka piaszczysta plaża w jednostce administracyjnej Mellieħa. Współrzędne geograficzne: 35°58′03,9″N 14°22′55,6″E/35,967750 14,382111. |         |
| Plaża nad zatoką Fomm ir-Riħ Bay jest plażą typu pocket o długości 70,3 m, szerokości 7,4 m i powierzchni 611 m². Jest kamienista, zbudowana jest głównie z bardzo grubych żwirów, bardzo małych głazów i żwirów gruboziarnistych. Procentowy udział frakcji: żwiry 78%, głazy 22%. Jedyną drogą w dół - na plażę jest przejście stromą ścieżką. Jest jedną z najbardziej odludnych plaż na Malcie. Po lewej stronie jest otoczona przez białe klify. Współrzędne geograficzne: 35°54′28,2″N 14°20′27,4″E/35,907833 14,340944. |         |
| Plaża nad zatoką Anchor Bay to niewielka plaża położona tuż obok Popeye Village, w gminie Mellieha. Opodal znajdują się stoiska spożywcze oraz wypożyczalnia sprzętu do sportów wodnych i sprzętu plażowego (dostępne w sezonie letnim). Niedaleko znajduje się popularne miejsce do nurkowania. Współrzędne geograficzne: 35°57′38,5″N 14°20′29,1″E/35,960694 14,341417. |         |
| Plaża nad zatoką Għar Lapsi to niewielka skalista plaża w gminie Siġġiewi, położona około 1 km od Blue Grotto (Błękitnej Groty). Wody w zatoce mają niebiesko-zielony kolor. W pobliżu znajduje się rafa o długości 200 metrów. W pobliżu znajduje się również bar i restauracja otwarty przez cały rok. Jest to popularne miejsce do nurkowania. Współrzędne geograficzne: 35°49′38,3″N 14°25′29,3″E/35,827306 14,424806. |         |
| St. Peter’s Pool (pol. Basen Świętego Piotra) jest najpopularniejszym naturalnym basenem na Malcie. Znajduje się w pobliżu Marsaxlokk, przy Delimara Point w południowo-zachodniej części Malty. Płaskie skały wokół basenu zapewniają miejsca do opalania. Do wejścia do wody służą drabiny, jest też możliwość skoku ze skały. Współrzędne geograficzne: 35°49′58,9″N 14°33′42,9″E/35,833028 14,561917. |         |
| Plaża nad zatoką St. Nicholas Bay (San Niklaw Bay) to mała plaża znajdująca się na wyspie Comino. Położona jest tuż obok Comino Hotel, gdzie znajduje się restauracja i toalety. Współrzędne geograficzne: 36°01′00,8″N 14°19′45,6″E/36,016889 14,329333. |         |
| Plaża nad zatoką Xatt L-Aħmar na Gozo. Współrzędne geograficzne: 36°01′08,7″N 14°17′28,6″E/36,019083 14,291278. |         |
| Plaża nad zatoką Ramla tal-Qortin to mała plaża w Mellieħa. Współrzędne geograficzne: 35°59′11,9″N 14°21′04,1″E/35,986639 14,351139. |         |
| Plaża nad zatoką Rinella Bay to mała piaszczysta plaża w Kalkara. Wzdłuż zatoki znajduje się nowo wybudowany obiekt użyteczności publicznej, trzy restauracje i dania na wynos. Współrzędne geograficzne: 35°53′36,3″N 14°31′40,0″E/35,893417 14,527778. |         |
| Plaża nad zatoką Mġarr ix-Xini to mała kamienista plaża w Għajnsielem. Przy plaży funkcjonuje restauracja. Współrzędne geograficzne: 36°01′13,3″N 14°16′16,8″E/36,020361 14,271333. |         |
| Plaża nad zatoką Dahlet Qorrot Bay to mała piaszczysto-kamienista plaża w Qala. W pobliżu znajduje się parking i toalety. Współrzędne geograficzne: 36°02′55,9″N 14°18′59,9″E/36,048861 14,316639. |         |

## Kąpieliska
Od czasu wejścia do Unii Europejskiej na przybrzeżnych wodach Malty funkcjonuje prawie 90 kąpielisk wyznaczonych zgodnie z przepisami dyrektywy kąpieliskowej. W 2005 jakość wody oceniono jako doskonałą w 29 z nich, jako niedostateczną w 6, a nie udało się sklasyfikować w 46. W 2019 jakość doskonałą miało 85, a pozostałe 2 jakość dobrą. W 2023, na 87 bdanych kąpielisk, czystość wody w 92% (80 kąpielisk) była określona jako doskonała, w 3,4% (3 kąpieliska) jako dobra a w 4,6% (l kąpieliska)  dostateczny.